# Seznam delovnih teles 4. državnega zbora Republike Slovenije
Seznam delovnih teles 4. državnega zbora Republike Slovenije.

## Kolegij
- Kolegij predsednika Državnega zbora Republike Slovenije

## Komisije
- Mandatno-volilna komisija
- Ustavna komisija
- Komisija po zakonu o nezdružljivosti opravljanja javne funkcije s pridobitno dejavnostjo
- Komisija za poslovnik
- Komisija za narodni skupnosti
- Komisija za peticije ter za človekove pravice in enake možnosti
- Komisija za nadzor proračuna in drugih javnih financ
- Komisija za odnose s Slovenci v zamejstvu in po svetu
- Komisija za nadzor nad delom varnostnih in obveščevalnih služb

## Odbori
- Odbor za lokalno samoupravo in regionalni razvoj
- Odbor za gospodarstvo
- Odbor za okolje in prostor
- Odbor za kmetijstvo, gozdarstvo in prehrano
- Odbor za finance in monetarno politiko
- Odbor za zunanjo politiko
- Odbor za notranjo politiko, javno upravo in pravosodje
- Odbor za obrambo
- Odbor za promet
- Odbor za zdravstvo
- Odbor za kulturo, šolstvo in šport
- Odbor za visoko šolstvo, znanost in tehnološki razvoj
- Odbor zadeve Evropske unije

## Preiskovalne komisije
- Preiskovalna komisija za ugotovitev in oceno dejanskega stanja, ki je lahko podlaga za odločanje o politični odgovornosti nosilcev javnih funkcij v Vladi Republike Slovenije, na Ministrstvu za pravosodje in Vrhovnem državnem tožilstvu Republike Slovenije v zvezi z izvrševanjem nadzora po Zakonu o državnem tožilstvu (Uradni list RS št. 110/02 - uradno prečiščeno besedilo) za spremembo zakonodaje in za druge odločitve v skladu z ustavnimi pristojnostmi Državnega zbora;
- Preiskovalna komisija za ugotovitev politične odgovornosti nosilcev javnih funkcij v zvezi z domnevnim oškodovanjem državnega premoženja pri prodaji deležev Kapitalske družbe, d. d., in Slovenske odškodninske družbe, d. d., v gospodarskih družbah in sicer tako, da zajema preiskava vse prodaje, ki so sporne z vidika skladnosti z zakoni in drugimi predpisi ter z vidikov preglednosti in gospodarnosti;
- Preiskovalna komisija za ugotovitev politične odgovornosti nosilcev javnih funkcij, ki so sodelovali pri pripravi in izvedbi pogodbe o nakupu pehotnih bojnih oklepnih vozil - srednjih oklepnih kolesnih vozil 8x8 zaradi suma, da je posel politično dogovorjen, voden netransparentno in da je negospodaren, ter zaradi suma o prisotnosti klientelizma in korupcije, in za ugotovitev suma o neposredni ali posredni povezavi med sedanjimi in nekdanjimi akterji ter nosilci javnih funkcij z orožjem v obdobju 1991 do 1993 in
- Preiskovalna komisija za ugotovitev politične odgovornosti nosilcev javnih funkcij, ki so sodelovali pri pripravi in izvedbi nakupa lahkih oklepnih kolesnih vozil 6x6, vladnega letala, havbic 155 mm, sistema za upravljanje ognja (ACCS), letal Pilatus in obnovi tankov T55-S, financiranih v okviru temeljnih razvojnih programov obrambnih sil Republike Slovenije v letih 1994 do 2007, zaradi suma, da so bili posli politično dogovorjeni, vodeni netransparentno in da so negospodarni, ter zaradi suma o prisotnosti klientelizma in korupcije, in za ugotovitev suma o odgovornosti nosilcev javnih funkcij pri razorožitvi nekdanje Teritorialne obrambe.